# Pierre Gilliand
Pierre Gilliand, né à Genève le 4 juillet 1936 (originaire de Combremont-le-Grand et Carouge) et mort le 25 janvier 2009 à Lausanne, est un enseignant, démographe et sociologue vaudois.

## Biographie
Pierre Gilliand naît le 4 juillet 1936 à Genève. Il est originaire de Combremont-le-Grand, dans le canton de Vaud, et de Carouge, dans le canton de Genève.
Il suit une première formation couronnée par un diplôme d’horticulture obtenu en 1954. Après avoir obtenu sa maturité en autodidacte, il commence à l'âge de 24 ans une formation en sciences sociales à l’Université de Lausanne. Il obtient sa licence trois ans plus tard. Sa thèse de doctorat porte sur Le vieillissement et la planification hospitalière dans le canton de Vaud.
Il est fondateur et premier directeur du Service cantonal de recherche et d’information statistiques (SCRIS), professeur honoraire de l’Institut de hautes études en administration publique (IDHEAP), de l’université de Genève et de celle de Lausanne.
En 1994, il prend position politique contre le relèvement de l'âge de la retraite des femmes, en dépit du vieillissement de la population.
Pierre Gilliand fonde avec Jean-Pierre Fragnière les éditions Réalités sociales, lesquelles publient essentiellement des études et des travaux portant sur les divers aspects de l’activité sociale en Suisse.

### Sources
1. ↑  Pierre Gilliand, « Notice #41417 », sur Patrinum (consulté le 17 mai 2022)
2. ↑  Ip., « M. Pierre Gilliand nommé à l'Université », Gazette de Lausanne,‎ 7 avril 1979, p. 2 (lire en ligne)
3. ↑  Bertil Galland, « Pierre Gilliand, que penser d'une Suisse à 7 millions d'habitants ? », Le Nouveau Quotidien,‎ 5 juillet 1992, p. 3 et 4 (lire en ligne)
4. ↑  24 Heures

- Base de données des élites suisses
- Le social, passionnément: hommages à Pierre Gilliand, éd. Réalités sociales, 2002  (ISBN 9782881461255), 184 p.
- Présence de Pierre Gilliand, 2009, 32 p. (cette plaquette réunit plusieurs hommages prononcés lors de la cérémonie d'adieu à Pierre Gilliand, décédé le 25 janvier 2009, ainsi qu'une biographie et bibliographie).
- Hommages - Pour que son souvenir demeure: Pierre Gilliand
- Hommage au chercheur Pierre Gilliand - Revue Reiso
- Décès de l'ancien professeur Pierre Gilliand - Centre de Documentation en Santé Publique (CDSP)